# Verzorgingsplaats Bospoort
Verzorgingsplaats Bospoort is een verzorgingsplaats, gelegen aan de Nederlandse autosnelweg A4 Amsterdam-Ossendrecht, bij afrit 6, net ten oosten van Leiderdorp.
Afrit 6 splitst zich in een afrit naar verzorgingsplaats Bospoort en een afrit naar Hoogmade, Leiderdorp en Leiden-Noord. Op de verzorgingsplaats bevindt zich een Shell tankstation met een shop en enkele parkeerplaatsen. Horeca bevindt zich niet op de verzorgingsplaats maar vlak ten zuidwesten daarvan aan de weg naar Leiderdorp. Hier zijn onder meer KFC, La Place, McDonald's met drive en een groot pannenkoekenrestaurant gevestigd.
De naam verwijst naar het bedrijvengebied Bospoort en naar de Bospolder.
Aan de andere kant van de snelweg ligt verzorgingsplaats Aurora.
Richting Antwerpen:
Den Ruygen Hoek · 
Bospoort · 
Peulwijk-West
Richting Amsterdam:
Frontera · 
Peulwijk-Oost · 
Aurora · 
Den Ruygen Hoek